# Mistrzostwa Świata w Szermierce 1977
Mistrzostwa Świata w Szermierce 1977 – 42. edycja mistrzostw odbyła się po raz drugi w argentyńskiej stolicy – Buenos Aires.

## Klasyfikacja medalowa
| Lp. | Państwo    | złoto | srebro | brąz | Razem |
| --- | ---------- | ----- | ------ | ---- | ----- |
| 1   | ZSRR       | 4     | 2      | 2    | 8     |
| 2   | Szwecja    | 2     | 1      | –    | 3     |
| 3   | RFN        | 1     | 2      | –    | 3     |
| 4   | Węgry      | 1     | –      | 2    | 3     |
| 5   | Włochy     | –     | 1      | 2    | 3     |
| 6   | Rumunia    | –     | 1      | 1    | 2     |
| –   | Szwajcaria | –     | 1      | 1    | 2     |

## Medaliści

### Mężczyźni
| Złoto                                                                                               | Srebro | Brąz                                                                                                   |
| Floret                                                                                              | | |
| Aleksandr Romankow                                                                                  | Harald Hein                                                                                               | Carlo Montano                                                                                          |
| RFN · Harald Hein · Matthias Behr · Thomas Bach · Klaus Reichert                                    | Włochy · Andrea Borella · Fabio Dal Zotto · Giovanni Battista Coletti · Carlo Montano · Attilio Calatroni | ZSRR · Aleksandr Romankow · Władimir Smirnow · Sabirżan Ruzijew · Siergiej Isakow · Wasyl Stankowycz   |
| Szpada                                                                                              | | |
| Johan Harmenberg                                                                                    | Rolf Edling                                                                                               | Patrice Gaille                                                                                         |
| Szwecja · Johan Harmenberg · Rolf Edling · Leif Högström · Hans Jacobson · Göran Flodström          | Szwajcaria · Daniel Giger · Patrice Gaille · Christian Kauter · François Suchanecki · Guy Evéquoz         | ZSRR · Boris Łukomski · Aszot Karagjan · Leonid Dunajew · Aleksandr Abuszachmietow · Jewgienij Ananjew |
| Szabla                                                                                              | | |
| Pál Gerevich                                                                                        | Władimir Nazłymow                                                                                         | Angelo Arcidiacono                                                                                     |
| ZSRR · Michaił Burcew · Władimir Nazłymow · Aleksandr Nikiszyn · Wiktor Bażenow · Chusiejn Ismaiłow | Rumunia · Dan Irimiciuc · Cornel Marin · Ioan Pop · Alexandru Nilca · Marin Mustață                       | Węgry · Imre Gedővári · Pál Gerevich · Ferenc Hammang · Tamás Kovács · Péter Marót                     |

### Kobiety
| Złoto | Srebro                                                                                      | Brąz |
| Floret |                                                                                             | |
| Walentina Sidorowa                                                                                         | Jelena Nowikowa-Biełowa                                                                     | Ildikó Schwarczenberger-Tordasi                                                                             |
| ZSRR · Olga Kniaziewa · Walentina Sidorowa · Naila Gilazowa · Jelena Nowikowa-Biełowa · Walentina Nikonowa | RFN · Karin Rutz · Ute Kircheis-Wessel · Brigitte Oertel · Cornelia Hanisch · Gudrun Lotter | Rumunia · Ecaterina Iencic-Stahl · Suzana Ardeleanu · Magdalena Bartoș · Marcela Moldovan-Zsak · Aurora Dan |